# Kees Rijvers
Kees Rijvers (Breda, 27 de maio de 1926) é um ex-futebolista e treinador de futebol neerlandês. Como treinador, o maior sucesso de Rijvers foi vencer a Copa da UEFA da temporada 1977–78, com o PSV Eindhoven.